# Certima paraniebla
Certima paraniebla är en fjärilsart som beskrevs av Paul Dognin 1900. Certima paraniebla ingår i släktet Certima och familjen mätare. Inga underarter finns listade i Catalogue of Life.